# 逆鱗
逆鱗（げきりん）とは、伝説上の神獣である「竜（龍）」の81枚の鱗（）のうち、顎の下（喉元）にあって1枚だけ逆さに生えているとされる鱗のことをいう。当記事においては、主に「逆鱗」を用いた慣用表現について述べる。

## 由来と概要
「竜」は、元来人間に危害を与えることはないが、喉元の「逆鱗」に触れられることを非常に嫌うため、これに触られた場合には激昂し、触れた者を即座に殺すとされた。このため、「逆鱗」は触れてはならないものを表現する言葉となり、帝王（主君）の激怒を呼ぶような行為を指して、「逆鱗に嬰（）れる」と比喩表現された。
この故事をもとに、現代では、「逆鱗に触れる」として広く目上の人物の激怒を買う行為を指すようになり、また「逆鱗」が目上の人物の怒りそのものを指す言葉として用いられることもある。「逆鱗に触れる」を、漢語を使って「嬰鱗（）」とも言うが、一般会話においてはほとんど使用されない。
「癪に障る」行為をする事としばしば混同される。また、友人や後輩、部下などを怒らせた時に使うのも本来は誤用である。

## その他
この故事が生まれた背景には、中華圏においては、君主の象徴（シンボル）として「竜」が用いられていたことがある。シンボルとして描かれる竜の爪指の数は異なっており、帝王（皇帝）は5本、冊封された王は4本ないし3本であった。